# Революционный комитет Центрального Забайкалья
Революционный комитет Центрального Забайкалья (также — Народно-революционный комитет Центрального Забайкалья) — чрезвычайный местный орган власти, созданный 10 сентября 1920 года на территории Читинского уезда, освобождённой от белогвардейцев и японских вооружённых сил. Возглавил партизанскую борьбу на территории Центрального Забайкалья, а 26 октября 1920 года в полном составе вошёл в состав Временного Восточно-Забайкальского Народного собрания, но имел собственного представителя на Читинской объединительной конференции.

## Предыстория
Летом на территории Восточного Забайкалья силами Народно-революционной армии Дальневосточной республики (НРА ДВР) происходила ликвидация «читинской пробки». 10 июля 1920 года главнокомандующий НРА ДВР Генрих Христофорович Эйхе соединил Восточно-Забайкальский и Восточный фронты в единый Амурский для ведения боевых действий против белогвардейцев. В результате успешного наступления и эвакуации японских вооружённых сил с территории, 5 августа был освобождён Сретенск, 7 августа — Нерчинск, 9 августа — станция Зубарево, а на освобождённой территории создавались народно-революционные комитеты.

## История

Распространение власти Дальневосточной республики на начальном этапе:
— Дальневосточная республика
— Забайкальская белая государственность
— Временное правительство Дальнего ВостокаСахалин — начало японской оккупации

В августе 1920 года Дальбюро ЦК РКП(б) направило в Центральное Забайкалье группу партийных и военных работников в составе Петра Алексеевича Бялыновича, Ивана Алексеевича Кузнецова, Вячеслава Ивановича Манторова, Михаила Ивановича Тайшина, В.И. Горячева (Борисова), И. Л. Ковалева, Г. Фильшина (Власова), Л. Я. Колоса (Леонидова). Им поручалось «руководить партийной революционной работой в полосе, ещё занятой семёновцами, устанавливать связь, организовывать и руководить восстаниями и устанавливать власть Дальневосточной республики». Под их руководством развернулось партизанское движение в долине реки Ингоды, юго-западнее Читы. 10 сентября 1920 года партийные работники на станции Дровяная создали революционный комитет Центрального Забайкалья под председательством Л. Я. Колоса (Леонидова).
16 октября в газете «Власть труда» сообщалось, что под руководством ревкома были заняты следующие населённые пункты: Татаурово, Черемхово, Мечугова, Улентуй, Кадахта и Татауровские дачи. В середине октября революционный комитет Центрального Забайкалья направил уполномоченных с декларацией в Верхнеудинск для переговоров с правительством Дальневосточной республики с просьбой допустить делегатов Татьянчикова, Днепровского и Кулишевского на Читинскую объединительную конференцию областей Дальнего Востока. В силу Гонготского соглашения с Японией, правительство Дальневосточной республики не могло официально признать революционный комитет законным органом власти республики, однако председатель правительства Александр Михалович Краснощёков заявил, что представителям населения Центрального Забайкалья будет «представлено право активного участия в работах конференции по объединению русского Дальнего Востока» и в итоге ревком имел одного представителя на объединительной конференции.
После заявления Временного Восточно-Забайкальского народного собрания — органа власти Забайкальской белой государственности — о переходе всей полноты власти к нему, оно предложило революционному комитету Центрального Забайкалья прекратить действия партизанских отрядов в Южном районе, но последние отказались, сославшись на «сговор народного собрания с семёновцами». В результате правительством Дальневосточной республики был составлен фиктивный документ об отказе партизан подчиниться ему «до полного изгнания семёновцев из Забайкалья».
26 октября 1920 года состоялось совместное заседание президиума Временного Восточно-Забайкальского Народного собрания, Совета управляющих ведомствами и правительственными делегациями Верхнеудинска, Нерчинска, Амурской и Сахалинской областей. От лица Восточно-Забайкальского областного народно-революционного комитета выступала делегация в составе Евгения Михайловича Матвеева, Андрея Иннокентьевича Блинникова и Аршинского. На заседании председатель правительства Дальневосточной республики Краснощёков выразил желание о слиянии нарревкома и народного собрания, а председатель последнего Константин Симонович Шрейбер заявил о вхождении пяти членов революционного комитета Центрального Забайкалья в состав народного собрания. В итоге революционный комитет прекратил своё существование, однако его представитель на объединительной конференции указывается отдельно.